# Lista das maiores empresas do mundo
Em um relatório impresso, segundo a Financial Times Global 500, no ranking abaixo estão posicionadas as maiores empresas do mundo não financeiras e seus países por valor de mercado do ano de 2015, as informações aqui presentes são de Março de 2016. Existem outros rankings de maiores empresas do mundo como da Forbes Global 2000, a qual faz um cálculo baseado em valor de mercado + ativos + receita + lucros. Há também o ranking da Fortune 500, o qual se baseia unicamente nas receitas das empresas
Se levarmos em consideração as empresas financeiras com mais de 25 bilhões de dólares em market cap, as empresas dos EUA vão de 12,90 trilhões para 15,67 trilhões; as do Japão vão para 1,67 trilhão de dólares; as do Reino Unido vão de 1,17 para dois trilhões de dólares; as da França vão para 1,2 trilhão; as da China vão de 2,06 para 3,8 trilhões; as da Suíça vão para 1,1 trilhão; as do Canadá para oitocentos bilhões e as da Austrália para seiscentos bilhões de dólares. As empresas não financeiras brasileiras tinham um valor de mercado de um trilhão de dólares em 2010 e ocupavam a sétima posição na tabela geral. Mas após diversos problemas, o valor das mesmas caiu para menos de duzentos bilhões. Enquanto isso o valor de mercado das maiores empresas norte americanas dobrou de tamanho desde o final da crise de 2008. As empresas do Norte da Europa e do Japão se mantiveram estáveis, enquanto as do Sul da Europa apresentaram forte queda. As empresas chinesas também ganharam valor de mercado desde 2008.
Devemos contudo lembrar que as dívidas privadas (empresas e indivíduos privados) somam mais de 27 trilhões de dólares nos EUA; as da China mais de 25 trilhões de dólares; as do Japão mais de doze trilhões de dólares; as da França mais de seis trilhões de dólares; as da Alemanha mais de cinco trilhões de dólares; as do Reino Unido mais de cinco trilhões. Ou seja, as dívidas privadas desses países são maiores do que o valor de mercado de suas grandes empresas, as quais são responsáveis pela quase totalidade da capitalização de suas empresas domésticas.
O Financial Times também informa que se forem levadas em consideração todas as grandes empresas não financeiras, as empresas da América do Norte (EUA e Canadá) possuem um poder de capitalização de 16,9 trilhões de dólares; as do Norte (Escandinávia e Reino Unido) e Oeste (Alemanha, França, Bélgica, Áustria, Suíça e Holanda) da Europa um poder de capitalização de 7,8 trilhões de dólares; as japonesas têm um poder de capitalização de 3,5 trilhões de dólares; as chinesas possuem um poder de capitalização de 2,5 trilhões; as do Sul (Itália, Espanha, Turquia, Balcãs e Portugal) e Leste (incluindo a Rússia) da Europa um poder de capitalização de 1,1 trilhão de dólares; as da América Latina 700 bilhões de dólares. Observando o poder de mercados das empresas mundiais, podemos perceber que as empresas do Leste e do Sul da Europa perderam poder de capitalização enquanto as empresas do Norte e Oeste da Europa mantiveram-se estáveis. Já as empresas chinesas ganharam poder de capitalização, mas não o suficiente para fazer frente às empresas do Norte da Europa e do Norte da América. As empresas do Japão mantiveram-se estáveis e as empresas da América Latina perderam valor, assim como as da periferia da Europa, enquanto as da América do Norte dobraram seu valor. Podemos identificar um movimento de perda de valor nas empresas da periferia da América e da Europa enquanto as empresas do norte dos dois continentes centralizam mais ainda sua força perante as empresas da Europa Mediterrânea-Eslava e da América Latina. Com o movimento da queda dos lucros empresariais verificado desde 1964 no mundo, a tendência é que as grandes empresas do norte da Europa e América tentem subjugar cada vez mais as empresas do sul dos continentes. Verifica-se que sobram poucas empresas na Espanha, Itália, Portugal, Rússia, Turquia, República Checa, Polônia, Brasil, México, Chile e Argentina com capacidade para competirem no mercado europeu e americano. As empresas do sul da América e sul da Europa concentram suas maiores forças em exploração de petróleo e gás, fornecimento de energia, confeçção de vestuário, telefonia e alimentos e bebidas. Contudo, mesmo nessas áreas onde possuem maior força, encontram forte concorrência das empresas norte americanas e norte europeias. Enquanto isso as empresas Britânicas, Suíças, Alemãs, Belgas, Holandesas, Escandinavas e Francesas encontram possibilidades nos setores nos quais as empresas da América do Norte não possuem tão amplas vantagens, como indústrias farmacêutica, química, automobilística, mineração, bebidas e alimentos e comunicação móvel.

## Classificação das empresas não financeiras do mundo com alto poder de capitalização de mercado
Confira a classificação das empresas não financeiras do mundo com mais de 25 bilhões de dólares de poder de capitalização de mercado:
| Posição | Empresa                          | País natal     | Valor de mercado (em Milhares) |
| 1       | Walmart                          | Estados Unidos | US$ 995 800 000                |
| 2       | ExxonMobil                       | Estados Unidos | US$ 375 000 000                |
| 3       | Google                           | Estados Unidos | US$ 354 965 000                |
| 4       | Microsoft                        | Estados Unidos | US$ 334 965 000                |
| 5       | PetroChina Company               | China          | US$ 330 000 000                |
| 6       | Johnson & Johnson                | Estados Unidos | US$ 330 000 000                |
| 7       | Novartis                         | Suíça          | US$ 267 384 000                |
| 8       | China Mobile                     | China          | US$ 267 239 000                |
| 9       | Apple                            | Estados Unidos | US$ 265 865 000                |
| 10      | General Electric                 | Estados Unidos | US$ 250 708 000                |
| 11      | Nestlé                           | Suíça          | US$ 243 011 000                |
| 12      | Toyota Motor                     | Japão          | US$ 239 149 000                |
| 13      | Hoffmann-La Roche                | Suíça          | US$ 237 623 000                |
| 14      | Facebook                         | Estados Unidos | US$ 231 089 000                |
| 15      | Procter & Gamble                 | Estados Unidos | US$ 221 875 000                |
| 16      | Pfizer                           | Estados Unidos | US$ 214 547 000                |
| 17      | Alibaba Group                    | China          | US$ 223 442 000                |
| 18      | Verizon Communications           | Estados Unidos | US$ 219 066 000                |
| 19      | Chevron                          | Estados Unidos | US$ 214 986 000                |
| 20      | Anheuser-Busch                   | Bélgica        | US$ 208 716 000                |
| 21      | Royal Dutch Shell                | Países Baixos  | US$ 203 102 000                |
| 22      | Samsung                          | Coreia do Sul  | US$ 198 901 000                |
| 23      | Oracle Corporation               | Estados Unidos | US$ 193 997 000                |
| 24      | Walt Disney                      | Estados Unidos | US$ 188 526 000                |
| 25      | Tencent                          | China          | US$ 185 330 000                |
| 26      | Coca-Cola                        | Estados Unidos | US$ 183 239 000                |
| 27      | Amazon.com                       | Estados Unidos | US$ 181 301 000                |
| 28      | AT&T                             | Estados Unidos | US$ 180 258 000                |
| 29      | Merck                            | Estados Unidos | US$ 174 199 000                |
| 30      | IBM                              | Estados Unidos | US$ 173 977 000                |
| 31      | The Home Depot                   | Estados Unidos | US$ 170 923 000                |
| 32      | Intel                            | Estados Unidos | US$ 166 447 000                |
| 33      | Gilead Sciences                  | Estados Unidos | US$ 165 633 000                |
| 34      | Comcast                          | Estados Unidos | US$ 162 227 000                |
| 35      | Pepsi                            | Estados Unidos | US$ 161 363 000                |
| 36      | Novo Nordisk                     | Dinamarca      | US$ 157 367 000                |
| 37      | Cisco Systems                    | Estados Unidos | US$ 190 159 000                |
| 38      | Sanofi                           | França         | US$ 151 137 000                |
| 39      | Unilever                         | Países Baixos  | US$ 146 914 000                |
| 40      | Volkswagen                       | Alemanha       | US$ 144 703 000                |
| 41      | Bayer                            | Alemanha       | US$ 143 706 000                |
| 42      | BHP Billiton                     | Austrália      | US$ 142 808 000                |
| 43      | Amgen                            | Estados Unidos | US$ 141 465 000                |
| 44      | TSMC                             | Taiwan         | US$ 139 945 000                |
| 45      | CP&C                             | China          | US$ 138 411 000                |
| 46      | Total S.A.                       | França         | US$ 136 171 000                |
| 47      | BP                               | Reino Unido    | US$ 135 560 000                |
| 48      | Actavis                          | Estados Unidos | US$ 133 747 000                |
| 49      | CVS                              | Estados Unidos | US$ 130 911 000                |
| 50      | Philip Morris International      | Estados Unidos | US$ 127 906 000                |
| 51      | Qualcomm                         | Estados Unidos | US$ 123 085 000                |
| 52      | UHG                              | Estados Unidos | US$ 120 772 000                |
| 53      | GlaxoSmithKline                  | Reino Unido    | US$ 118 819 000                |
| 54      | Medtronic                        | Estados Unidos | US$ 114 900 000                |
| 55      | Bristol                          | Estados Unidos | US$ 114 119 000                |
| 56      | Schlumberger                     | Estados Unidos | US$ 113 502 000                |
| 57      | United Technologies Corporation  | Estados Unidos | US$ 111 119 000                |
| 58      | Boeing                           | Estados Unidos | US$ 110 944 000                |
| 59      | 3M                               | Estados Unidos | US$ 109 805 000                |
| 60      | L'Oréal                          | França         | US$ 107 680 000                |
| 61      | Daimler                          | Alemanha       | US$ 107 144 000                |
| 62      | Inditex                          | Espanha        | US$ 106 889 000                |
| 63      | Biogen Idec                      | Estados Unidos | US$ 106 001 000                |
| 64      | Altria                           | Estados Unidos | US$ 105 126 000                |
| 65      | British American Tobacco         | Reino Unido    | US$ 104 270 000                |
| 66      | Union Pacific Railroad           | Estados Unidos | US$ 103 656 000                |
| 67      | Siemens                          | Alemanha       | US$ 101 448 000                |
| 68      | McDonald's                       | Estados Unidos | US$ 100 140 000                |
| 69      | AbbVie                           | Estados Unidos | US$ 98 789 000                 |
| 70      | Walgreens                        | Estados Unidos | US$ 98 417 000                 |
| 71      | Celgene                          | Estados Unidos | US$ 97 936 000                 |
| 72      | BASF                             | Alemanha       | US$ 93 002 000                 |
| 73      | Kinder Morgan                    | Estados Unidos | US$ 92 594 000                 |
| 74      | AmBev                            | Brasil         | US$ 91 367 000                 |
| 75      | LVMH                             | França         | US$ 90 236 000                 |
| 76      | SAP                              | Alemanha       | US$ 89 169 000                 |
| 77      | United Parcel Service            | Estados Unidos | US$ 88 210 000                 |
| 78      | AstraZeneca                      | Reino Unido    | US$ 85 473 000                 |
| 79      | Vodafone                         | Reino Unido    | US$ 84 613 000                 |
| 80      | Nike                             | Estados Unidos | US$ 82 850 000                 |
| 81      | SABMiller                        | Reino Unido    | US$ 81 767 000                 |
| 82      | ConocoPhillips                   | Estados Unidos | US$ 77 444 000                 |
| 83      | Tata Consultancy Services        | Índia          | US$ 77 113 000                 |
| 84      | Grupo Rio Tinto                  | Austrália      | US$ 77 094 000                 |
| 85      | Telefónica                       | Espanha        | US$ 71 616 000                 |
| 86      | Nippon Telegraph and Telephone   | Japão          | US$ 71 474 000                 |
| 87      | Lowe's                           | Estados Unidos | US$ 71 400 000                 |
| 88      | Starbucks                        | Estados Unidos | US$ 71 390 000                 |
| 89      | Twenty-First Century Fox         | Estados Unidos | US$ 71 302 000                 |
| 90      | NTT DoCoMo                       | Japão          | US$ 70 767 000                 |
| 91      | Abott                            | Estados Unidos | US$ 70 324 000                 |
| 92      | Time Warner                      | Estados Unidos | US$ 70 000 000                 |
| 93      | eBay                             | Estados Unidos | US$ 75 977 000                 |
| 94      | SoftBank                         | Japão          | US$ 69 801 000                 |
| 95      | Diageo                           | Reino Unido    | US$ 69 100 000                 |
| 96      | Valeant                          | Canadá         | US$ 67 712 000                 |
| 97      | Costco                           | Estados Unidos | US$ 66 039 000                 |
| 98      | Lockheed Martin                  | Estados Unidos | US$ 64 819 000                 |
| 99      | DuPont                           | Estados Unidos | US$ 64 548 000                 |
| 100     | Naspers                          | África do Sul  | US$ 64 263 000                 |
| 101     | Japan Tobacco International      | Japão          | US$ 63 431 000                 |
| 102     | ES                               | Estados Unidos | US$ 63 352 000                 |
| 103     | China National Offshore Oil Corp | China          | US$ 63 220 000                 |
| 104     | ENI                              | Itália         | US$ 63 156 000                 |
| 105     | Saudi Basic Industries           | Arábia Saudita | US$ 63 061 000                 |
| 106     | China Shenhua                    | China          | US$ 62 949 000                 |
| 107     | Colgate-Palmolive                | Estados Unidos | US$ 62 827 000                 |
| 108     | Ford                             | Estados Unidos | US$ 62 236 000                 |
| 109     | Reckitt Benckiser                | Reino Unido    | US$ 61 333 000                 |
| 110     | KDDI                             | Japão          | US$ 61 225 000                 |
| 111     | General Motors                   | Estados Unidos | US$ 60 852 000                 |
| 112     | Danaher Corporation              | Estados Unidos | US$ 60 713 000                 |
| 113     | Priceline.com                    | Estados Unidos | US$ 60 233 000                 |
| 114     | Mondelēz International           | Estados Unidos | US$ 61 802 000                 |
| 115     | Texas Instruments                | Estados Unidos | US$ 61 550 000                 |
| 116     | Hutchison Whampoa                | China          | US$ 61 453 000                 |
| 117     | Gazprom                          | Rússia         | US$ 59 446 000                 |
| 118     | Hennes & Mauritz                 | Suécia         | US$ 59 758 000                 |
| 119     | Honda                            | Japão          | US$ 59 452 000                 |
| 120     | Telstra                          | Austrália      | US$ 58 757 000                 |
| 121     | Hewlett-Packard                  | Estados Unidos | US$ 57 716 000                 |
| 122     | Statoil                          | Noruega        | US$ 57 847 000                 |
| 123     | Occidental Petroleum             | Estados Unidos | US$ 56 678 000                 |
| 124     | Dow Chemical                     | Estados Unidos | US$ 55 531 000                 |
| 125     | Glencore                         | Reino Unido    | US$ 55 463 000                 |
| 126     | BT Group                         | Reino Unido    | US$ 55 414 000                 |
| 127     | Canadian National Railway        | Canadá         | US$ 55 040 000                 |
| 128     | Duke Energy                      | Estados Unidos | US$ 54 222 000                 |
| 129     | Monsanto                         | Estados Unidos | US$ 54 177 000                 |
| 130     | Thermo Fisher                    | Estados Unidos | US$ 53 890 000                 |
| 131     | McKesson Corporation             | Estados Unidos | US$ 52 854 000                 |
| 132     | Target Corporation               | Estados Unidos | US$ 52 704 000                 |
| 133     | FANUC                            | Japão          | US$ 52 445 000                 |
| 134     | Kraft                            | Estados Unidos | US$ 51 675 000                 |
| 135     | Airbus                           | França         | US$ 50 523 000                 |
| 136     | SingTel                          | Singapura      | US$ 50 336 000                 |
| 137     | EMC Corporation                  | Estados Unidos | US$ 50 265 000                 |
| 138     | ABB                              | Suíça          | US$ 49 126 000                 |
| 139     | Caterpillar                      | Estados Unidos | US$ 48 489 000                 |
| 140     | Engie                            | França         | US$ 48 232 000                 |
| 141     | Henkel                           | Alemanha       | US$ 48 185 000                 |
| 142     | TJX Cos                          | Estados Unidos | US$ 48 095 000                 |
| 143     | Grid                             | Reino Unido    | US$ 47 921 000                 |
| 144     | Shire                            | Reino Unido    | US$ 47 787 000                 |
| 145     | Continental                      | Alemanha       | US$ 47 403 000                 |
| 146     | Canon                            | Japão          | US$ 47 346 000                 |
| 147     | Next Era                         | Estados Unidos | US$ 46 755 000                 |
| 148     | FedEx                            | Estados Unidos | US$ 46 368 000                 |
| 149     | Nissan                           | Japão          | US$ 46 210 000                 |
| 150     | Regeneron                        | Estados Unidos | US$ 45 936 000                 |
| 151     | Schneider Electric               | França         | US$ 45 839 000                 |
| 152     | América Móvil                    | México         | US$ 45 673 000                 |
| 153     | Rosneft                          | Rússia         | US$ 45 370 000                 |
| 154     | APMoller                         | Dinamarca      | US$ 44 745 000                 |
| 155     | ASML                             | Países Baixos  | US$ 44 683 000                 |
| 156     | General Dynamics                 | Estados Unidos | US$ 44 579 000                 |
| 157     | Liberty Mutual                   | Estados Unidos | US$ 44 353 000                 |
| 158     | SAIC                             | China          | US$ 44 234 000                 |
| 159     | Électricité de France            | França         | US$ 44 200 000                 |
| 160     | Air Liquide                      | França         | US$ 44 195 000                 |
| 161     | Heineken                         | Países Baixos  | US$ 43 746 000                 |
| 162     | Salesforce.com                   | Estados Unidos | US$ 43 725 000                 |
| 163     | Las Vegas                        | Estados Unidos | US$ 43 565 000                 |
| 164     | Jardine                          | China          | US$ 43 342 000                 |
| 165     | Danone                           | França         | US$ 43 324 000                 |
| 166     | Walmex                           | México         | US$ 43 211 000                 |
| 167     | Suncor Energy                    | Canadá         | US$ 42 877 000                 |
| 168     | Richemont                        | Suíça          | US$ 42 826 000                 |
| 169     | Time-Warner Cable                | Estados Unidos | US$ 42 875 000                 |
| 170     | Phillips66                       | Estados Unidos | US$ 42 784 000                 |
| 171     | DirecTV                          | Estados Unidos | US$ 42 540 000                 |
| 172     | Anadarko                         | Estados Unidos | US$ 42 470 000                 |
| 173     | Lyondell                         | Estados Unidos | US$ 42 086 000                 |
| 174     | Citic                            | China          | US$ 42 029 000                 |
| 175     | Imperial Tobacco                 | Reino Unido    | US$ 42 012 000                 |
| 176     | BG Group                         | Reino Unido    | US$ 42 011 000                 |
| 177     | Orange S.A.                      | França         | US$ 42 010 000                 |
| 178     | Enel                             | Itália         | US$ 42 013 000                 |
| 179     | Hon Hai                          | Taiwan         | US$ 42 007 000                 |
| 180     | Reliance Industries              | Índia          | US$ 42 004 000                 |
| 181     | Yahoo!                           | Estados Unidos | US$ 41 929 000                 |
| 182     | Dominion                         | Estados Unidos | US$ 41 865 000                 |
| 183     | Wellpoint                        | Estados Unidos | US$ 41 850 000                 |
| 184     | CCC                              | China          | US$ 41 668 000                 |
| 185     | Iberdrola                        | Espanha        | US$ 41 581 000                 |
| 186     | Ericsson                         | Suécia         | US$ 41 406 000                 |
| 187     | ONG                              | Índia          | US$ 41 404 000                 |
| 188     | ITG                              | Índia          | US$ 41 385 000                 |
| 189     | Fast                             | Japão          | US$ 41 041 000                 |
| 190     | Denso                            | Japão          | US$ 40 919 000                 |
| 191     | Southern                         | Estados Unidos | US$ 40 885 000                 |
| 192     | K-C                              | Estados Unidos | US$ 40 819 000                 |
| 193     | Petrobras                        | Brasil         | US$ 40 818 000                 |
| 194     | Infosys                          | Índia          | US$ 40 704 000                 |
| 195     | Enbridge                         | Canadá         | US$ 40 426 000                 |
| 196     | Takeda                           | Japão          | US$ 39 826 000                 |
| 197     | CRG                              | China          | US$ 39 631 000                 |
| 198     | LUKoil                           | Rússia         | US$ 39 554 000                 |
| 199     | JardineS                         | China          | US$ 39 534 000                 |
| 200     | Hyundai                          | Coreia do Sul  | US$ 39 496 000                 |
| 201     | Cognizant Technology Solutions   | Estados Unidos | US$ 38 885 000                 |
| 202     | Emerson                          | Estados Unidos | US$ 38 793 000                 |
| 203     | Nvidia                           | Estados Unidos | US$ 38 793 000                 |
| 204     | Atlas Copco                      | Suécia         | US$ 38 750 000                 |
| 205     | CJR                              | Japão          | US$ 37 890 000                 |
| 206     | Linde                            | Alemanha       | US$ 37 860 000                 |
| 207     | Astellas                         | Japão          | US$ 37 768 000                 |
| 208     | Seven                            | Japão          | US$ 37 650 000                 |
| 209     | Willians                         | Estados Unidos | US$ 37 648 000                 |
| 210     | Kroger                           | Estados Unidos | US$ 37 639 000                 |
| 211     | Post                             | Alemanha       | US$ 37 589 000                 |
| 212     | Baxter                           | Estados Unidos | US$ 37 744 000                 |
| 213     | Aetna                            | Estados Unidos | US$ 37 541 000                 |
| 214     | Delta Air Lines                  | Estados Unidos | US$ 37 519 000                 |
| 215     | CSCE                             | China          | US$ 37 511 000                 |
| 216     | Hermes                           | França         | US$ 37 413 000                 |
| 217     | Hanergy                          | China          | US$ 37 300 000                 |
| 218     | Wesfarmers                       | Austrália      | US$ 37 158 000                 |
| 219     | Kweichow Moutai                  | China          | US$ 6 963 000                  |
| 220     | Illinois Tool                    | Estados Unidos | US$ 36 936 000                 |
| 221     | American Airlines                | Estados Unidos | US$ 36 950 000                 |
| 222     | Adobe Systems                    | Estados Unidos | US$ 36 880 000                 |
| 223     | Reynolds                         | Estados Unidos | US$ 36 842 000                 |
| 224     | Unicom                           | China          | US$ 36 724 000                 |
| 225     | Reed                             | Países Baixos  | US$ 36 426 000                 |
| 226     | Alexion Pharmaceuticals          | Estados Unidos | US$ 36 043 000                 |
| 227     | BCE                              | Canadá         | US$ 35 854 000                 |
| 228     | NetEase                          | China          | US$ 35 854 000                 |
| 229     | Stryker                          | Estados Unidos | US$ 34 752 000                 |
| 230     | Kweichow Moutai                  | China          | US$ 34 733 000                 |
| 231     | Praxair                          | Estados Unidos | US$ 34 536 000                 |
| 232     | Yum! Brands                      | Estados Unidos | US$ 34 450 000                 |
| 233     | Christian Dior S.A.              | França         | US$ 34 380 000                 |
| 234     | Ecolab                           | Estados Unidos | US$ 34 342 000                 |
| 235     | CSR Corporation Limited          | China          | US$ 34 224 000                 |
| 236     | Norfolk Air                      | Estados Unidos | US$ 33 826 000                 |
| 237     | Raytheon                         | Estados Unidos | US$ 33 743 000                 |
| 238     | Activision Blizzard              | Estados Unidos | US$ 33 743 000                 |
| 239     | General Mills                    | Estados Unidos | US$ 33 654 000                 |
| 240     | JC                               | Estados Unidos | US$ 33 552 000                 |
| 241     | Sands                            | China          | US$ 33 733 000                 |
| 242     | Cigna                            | Estados Unidos | US$ 33 536 000                 |
| 243     | CRC                              | China          | US$ 33 450 000                 |
| 244     | China CNR                        | China          | US$ 33 400 000                 |
| 245     | AB Foods                         | Reino Unido    | US$ 33 305 000                 |
| 246     | Vivendi                          | França         | US$ 33 224 000                 |
| 247     | Saudi Telecom                    | Arábia Saudita | US$ 33 200 000                 |
| 248     | Vinci                            | França         | US$ 33 143 000                 |
| 249     | Sun                              | Índia          | US$ 33 094 000                 |
| 250     | CSL                              | Austrália      | US$ 33 051 000                 |
| 251     | Imperial Oil                     | Canadá         | US$ 33 013 000                 |
| 252     | CN Resources                     | Canadá         | US$ 33 006 000                 |
| 253     | Keyence                          | Japão          | US$ 32 996 000                 |
| 254     | Hitachi                          | Japão          | US$ 32 990 000                 |
| 255     | Halliburton                      | Estados Unidos | US$ 32 942 000                 |
| 256     | Twitter                          | Estados Unidos | US$ 32 902 000                 |
| 257     | CSX Transportation               | Estados Unidos | US$ 32 826 000                 |
| 258     | Valero                           | Estados Unidos | US$ 32 743 000                 |
| 259     | Avago Technologies               | Estados Unidos | US$ 32 654 000                 |
| 260     | VF                               | Estados Unidos | US$ 32 552 000                 |
| 261     | Panasonic                        | Japão          | US$ 32 545 000                 |
| 262     | Bridgestone                      | Japão          | US$ 32 536 000                 |
| 263     | APC                              | Estados Unidos | US$ 32 450 000                 |
| 264     | Femsa                            | México         | US$ 32 340 000                 |
| 265     | Reuters                          | Canadá         | US$ 32 205 000                 |
| 266     | EJR                              | Japão          | US$ 31 565 000                 |
| 267     | Sony                             | Japão          | US$ 31 342 000                 |
| 268     | Murata                           | Japão          | US$ 31 324 000                 |
| 269     | Syngenta                         | Suíça          | US$ 31 211 000                 |
| 270     | Northrop Grumman Corporation     | Estados Unidos | US$ 31 177 000                 |
| 271     | Eaton                            | Estados Unidos | US$ 31 826 000                 |
| 272     | HCA                              | Estados Unidos | US$ 31 875 000                 |
| 273     | Pernod Ricard                    | França         | US$ 31 484 000                 |
| 274     | MTN                              | África do Sul  | US$ 31 540 000                 |
| 275     | Transcanada                      | Canadá         | US$ 30 570 000                 |
| 276     | CPR                              | Canadá         | US$ 30 486 000                 |
| 277     | Fresenius                        | Alemanha       | US$ 30 429 000                 |
| 278     | Swisscom                         | Suíça          | US$ 30 412 000                 |
| 279     | PPG Industries                   | Estados Unidos | US$ 30 411 000                 |
| 280     | Telenor                          | Noruega        | US$ 30 310 000                 |
| 281     | Luxottica                        | Itália         | US$ 30 213 000                 |
| 282     | E.ON                             | Alemanha       | US$ 29 667 000                 |
| 283     | Becton                           | Estados Unidos | US$ 29 604 000                 |
| 284     | Southwest Airlines               | Estados Unidos | US$ 29 529 000                 |
| 285     | Archer                           | Estados Unidos | US$ 29 565 000                 |
| 286     | Cardinal                         | Estados Unidos | US$ 29 450 000                 |
| 287     | Precision                        | Estados Unidos | US$ 29 668 000                 |
| 288     | Deere & Company                  | Estados Unidos | US$ 29 581 000                 |
| 289     | CSI                              | China          | US$ 29 406 000                 |
| 290     | WPP Group                        | Reino Unido    | US$ 29 404 000                 |
| 291     | Tesco                            | Reino Unido    | US$ 29 385 000                 |
| 292     | Safran                           | França         | US$ 29 341 000                 |
| 293     | SK Group                         | Coreia do Sul  | US$ 29 319 000                 |
| 294     | Hilton                           | Estados Unidos | US$ 29 319 000                 |
| 295     | Micron                           | Estados Unidos | US$ 29 319 000                 |
| 296     | TE                               | Estados Unidos | US$ 29 318 000                 |
| 297     | Mylan                            | Estados Unidos | US$ 28 804 000                 |
| 298     | Corning Inc.                     | Estados Unidos | US$ 28 726 000                 |
| 299     | Shin-Etsu                        | Japão          | US$ 28 626 000                 |
| 300     | Exelon                           | Estados Unidos | US$ 28 631 000                 |
| 301     | Vertex                           | Estados Unidos | US$ 28 554 000                 |
| 302     | CYP                              | China          | US$ 28 534 000                 |
| 303     | Compass                          | Reino Unido    | US$ 28 496 000                 |
| 304     | MMC Norilsk Nickel               | Rússia         | US$ 28 885 000                 |
| 305     | Woolworths                       | Austrália      | US$ 28 793 000                 |
| 306     | Marathon                         | Estados Unidos | US$ 27 950 000                 |
| 307     | CBS                              | Estados Unidos | US$ 27 890 000                 |
| 308     | Viacom                           | Estados Unidos | US$ 27 860 000                 |
| 309     | AM                               | Estados Unidos | US$ 27 768 000                 |
| 310     | Baker                            | Estados Unidos | US$ 27 650 000                 |
| 311     | LBrands                          | Estados Unidos | US$ 27 648 000                 |
| 312     | AEP                              | Estados Unidos | US$ 27 639 000                 |
| 313     | Sherwin-Williams                 | Estados Unidos | US$ 27 589 000                 |
| 314     | Humana                           | Estados Unidos | US$ 27 744 000                 |
| 315     | Intuit                           | Estados Unidos | US$ 27 541 000                 |
| 316     | Illumina                         | Estados Unidos | US$ 27 519 000                 |
| 317     | Sempra                           | Estados Unidos | US$ 27 611 000                 |
| 318     | Vale S.A.                        | Brasil         | US$ 27 713 000                 |
| 319     | Surgutne                         | Rússia         | US$ 27 600 000                 |
| 320     | Telia Company                    | Suécia         | US$ 27 658 000                 |
| 321     | Potash                           | Canadá         | US$ 27 563 000                 |
| 322     | Fujifilm                         | Japão          | US$ 27 436 000                 |
| 323     | Daqin                            | China          | US$ 27 650 000                 |
| 324     | MTR                              | China          | US$ 27 580 000                 |
| 325     | Rolls-Royce                      | Reino Unido    | US$ 27 742 000                 |
| 326     | Renault                          | França         | US$ 27 624 000                 |
| 327     | Numericable                      | França         | US$ 27 426 000                 |
| 328     | Altice                           | Países Baixos  | US$ 27 543 000                 |
| 329     | KEP                              | Coreia do Sul  | US$ 27 854 000                 |
| 330     | Philips                          | Países Baixos  | US$ 27 854 000                 |
| 331     | Tata Motors                      | Índia          | US$ 27 752 000                 |
| 332     | Mitsubishi                       | Japão          | US$ 26 733 000                 |
| 333     | KAO                              | Japão          | US$ 26 536 000                 |
| 334     | Broadcom                         | Estados Unidos | US$ 26 450 000                 |
| 335     | UC                               | Estados Unidos | US$ 26 380 000                 |
| 336     | T-Mobile US                      | Estados Unidos | US$ 26 342 000                 |
| 337     | Pg&E                             | Estados Unidos | US$ 26 224 000                 |
| 338     | NXP                              | Estados Unidos | US$ 26 826 000                 |
| 339     | Netflix                          | Estados Unidos | US$ 26 743 000                 |
| 340     | Cummins                          | Estados Unidos | US$ 25 743 000                 |
| 341     | Electronic Arts                  | Estados Unidos | US$ 25 654 000                 |
| 342     | Cerner                           | Estados Unidos | US$ 25 552 000                 |
| 343     | British Sky Broadcasting         | Reino Unido    | US$ 25 733 000                 |
| 344     | Organização Odebrecht            | Brasil         | US$ 25 536 000                 |
| 345     | Repsol                           | Espanha        | US$ 25 450 000                 |
| 346     | Volvo                            | Suécia         | US$ 25 400 000                 |

## Poder de capitalização empresarial por regiões [empresas não financeiras]
| País ou Região          | Valor de mercado       | População     | 'Dívida Brasil         |
| América do Norte        | US$ 16 900 454 000 000 | 360 000 000   | US$ 29 000 000 000 000 |
| Norte e Oeste da Europa | US$ 6 100 000 000 000  | 226 000 000   | US$ 16 000 000 000 000 |
| Japão                   | US$ 3 500 000 000 000  | 125 000 000   | US$ 12 000 000 000 000 |
| China                   | US$ 2 500 000 000 000  | 1 400 000 000 | US$ 27 000 000 000 000 |
| Reino Unido e Austrália | US$ 1 850 000 000 000  | 91 000 000    | US$ 8 000 000 000 000  |
| Sul e Leste da Europa   | US$ 1 100 034 000 000  | 524 000 000   | Sem dados              |
| América Latina          | US$ 700 000 000 000    | 600 000 000   | Sem dados              |
| Coreia do Sul           | US$ 284 951 000 000    | 50 000 000    | US$ 3 250 000 000 000  |

## Concentração bancária de ativos por região
| Região                  | Ativos                 |
| China                   | US$ 24 145 000 000 000 |
| Norte e Oeste da Europa | US$ 21 700 000 000 000 |
| América do Norte        | US$ 16 619 000 000 000 |
| Japão                   | US$ 11 783 000 000 000 |
| Reino Unido             | US$ 7 740 000 000 000  |
| Sul e Leste da Europa   | US$ 6 394 034 000 000  |
| Oceania                 | US$ 4 000 000 000 000  |
| Coreia do Sul           | US$ 2 384 951 000 000  |
| América Latina          | US$ 1 900 000 000 000  |